# Тихоново (Татарстан)
Тихоново — село в Менделеевском районе Татарстана. Административный центр Тихоновского сельского поселения.

## География
Расположено в левобережье Тоймы на крайнем юге района, вблизи лесного массива национального парка «Нижняя Кама», посредине между городами Набережные Челны, Елабуга, Менделеевск.
По восточной окраине села проходит железнодорожная линия Агрыз — Набережные Челны — Акбаш. В селе имеется остановочная платформа 198 км, в 3 км севернее находится станция Тихоново. Вблизи села проходит автодорога Менделеевск — Набережные Челны, выходящая на юге у села Поспелово к автодороге М-12 (на Елабугу, ОЭЗ «Алабуга», Казань).

## Инфраструктура
В селе действуют общеобразовательная школа (на 57 мест), детский сад (на 16 мест), дом культуры, библиотека, ФАП, отделение почтовой связи.

## История
Основано в 1760-е годы выходцами из Елабуги. До 1863 года село носило название Пустобаево. Жители занимались земледелием, разведением скота.
В начале XX века в селе действовали церковь Тихона Амафунтского (построена в 1866-72 годах; памятник архитектуры, со дня освящения церкви село носит современное название), земская школа (с 1863 г.), библиотека, водяная мельница.
В 1920 году в селе произошёл пожар, уничтоживший 42 дома.
В 1949 году жители села вручную построили на реке Тойма электростанцию, но весеннее половодье разрушило её.
Административная принадлежность
До 1921 года село входило в Трёхсвятскую волость Елабужского уезда Вятской губернии. С 1921 года в составе Елабужского кантона ТатАССР, с 1928 года в Челнинском кантоне. С 10.08.1930 года в Бондюжском (Менделеевском) районе, за исключением периодов 20.01.1931—09.02.1935 и 01.02.1963—14.08.1985, когда район был упразднён и его территория входила в состав Елабужского района.

## Население
| 1836 | 1859 | 1887 | 1905 | 1920 | 1926 | 1938 | 1949 | 1958 | 1970 | 1979 | 1989 | 2002 | 2010 | 2017 |
| ---- | ---- | ---- | ---- | ---- | ---- | ---- | ---- | ---- | ---- | ---- | ---- | ---- | ---- | ---- |
| 617  | 813  | 1052 | 1215 | 1308 | 1268 | 833  | 668  | 452  | 269  | 431  | 749  | 758  | 814  | 809  |

Национальный состав: 2002 - русские (59%), татары - (28%); 2017 - русские (60%), татары (28%), чуваши (6%), удмурты (2%). 

## Образование и культура
В первые годы советской власти земская школа была преобразована в начальную, с конца 1970-х гг. средняя (в здании дома культуры).
Действуют дом культуры, библиотека, детский сад (здание построено в 1972 г.), фельдшерско-акушерский пункт (с 1949 г.). При библиотеке создан музей культуры и быта «Русская изба» (с 2007 г., основатель – Н.С.Медведева).
При доме культуры действует русский фольклорный ансамбль «Тихоновские зори» (с 1993 г., с 2000 г. – народный; основатель и руководитель – О.Г.Подшивалова).
В селе расположен благоустроенный родник «Неупиваемая чаша» (благоустроен в 2018 г.).